# Radical 189

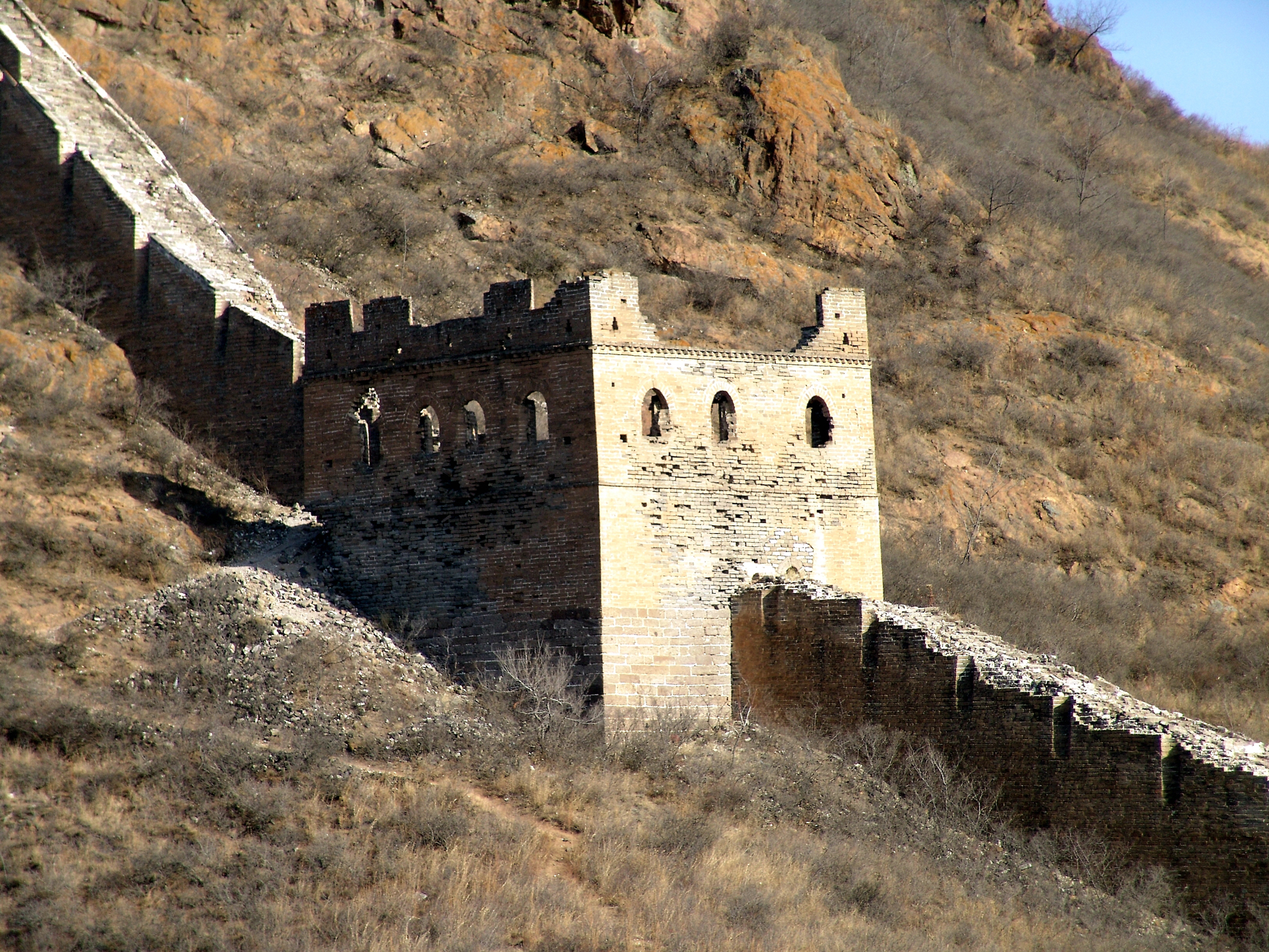
Grande Muraille de Chine, le radical 189 y est utilisé

Le radical 189, qui signifie « grand », est un des 8 des 214 radicaux chinois répertoriés dans le dictionnaire de Kangxi composés de dix traits.
Le caractère Unicode de 高 est 9AD8.

## Caractères avec le radical 189
| nombre de traits          | caractères |
| ------------------------- | ---------- |
| Sans trait supplémentaire | 高 髙      |
| 2 traits supplémentaires  | 䯧         |
| 3 traits supplémentaires  | 䯨         |
| 4 traits supplémentaires  | 䯩 髚      |
| 5 traits supplémentaires  | 髛         |
| 8 traits supplémentaires  | 髜         |
| 9 traits supplémentaires  | 䯪         |
| 12 traits supplémentaires | 䯫 髝      |
| 13 traits supplémentaires | 髞         |
| 15 traits supplémentaires | 䯬         |